# El Jem
El Jem (Thysdrus in latino) è una città del governatorato di Mahdia in Tunisia; ha una popolazione di 18 302 abitanti (dato aggiornato al censimento del 2004). Ospita alcune delle migliori rovine romane dell'Africa.

## Storia
La città fu costruita, come molti altri insediamenti romani in Tunisia, al posto di vecchi centri punici. Grazie ad un clima meno arido di quello attuale, la romana Thysdrus prosperò nel secondo secolo, quando divenne un importante centro per la coltivazione e l'esportazione di olio di oliva. Fu sede di una diocesi cristiana, tuttora retta da un vescovo della Chiesa cattolica.
Dai primi anni del III secolo, quando venne costruito l'anfiteatro, Thysdrus (El Jem) rivaleggiò con Hadrumetum (la moderna Susa) per il ruolo di seconda città romana del Nordafrica, dopo Cartagine. In seguito alla rivolta scoppiata nel 238, e del suicidio di Gordiano I nella sua villa romana nei pressi di Cartagine, le truppe romane leali all'imperatore Massimino il Trace distrussero la città, che non venne mai ricostruita.
Non è possibile datare precisamente la distruzione all'interno del terzo secolo. Le macerie ritrovate somigliano a quelle di Ossirinco.

## Attrazioni

### Anfiteatro
El Jem è famosa per il suo anfiteatro (spesso chiamato erroneamente colosseo) in grado di ospitare 35 000 spettatori seduti.

### Altro
L'accumulo di sabbia protegge la città mercato di Thysdrus e le ville che un tempo la circondavano. L'anfiteatro accentra l'interesse degli archeologi: non è necessario procedere a degli scavi. Alcuni pavimenti a mosaici sono stati trovati e resi pubblici, ma i siti archeologici sono quasi sconosciuti.
Nel mondo della scrittura, Thysdrus è uno dei siti di maggiore interesse per l'uso del papiro nell'impero, il quale rende i documenti conservabili con ottima qualità se tenuti in un ambiente asciutto quanto quello di El Jem.

## Galleria d'immagini

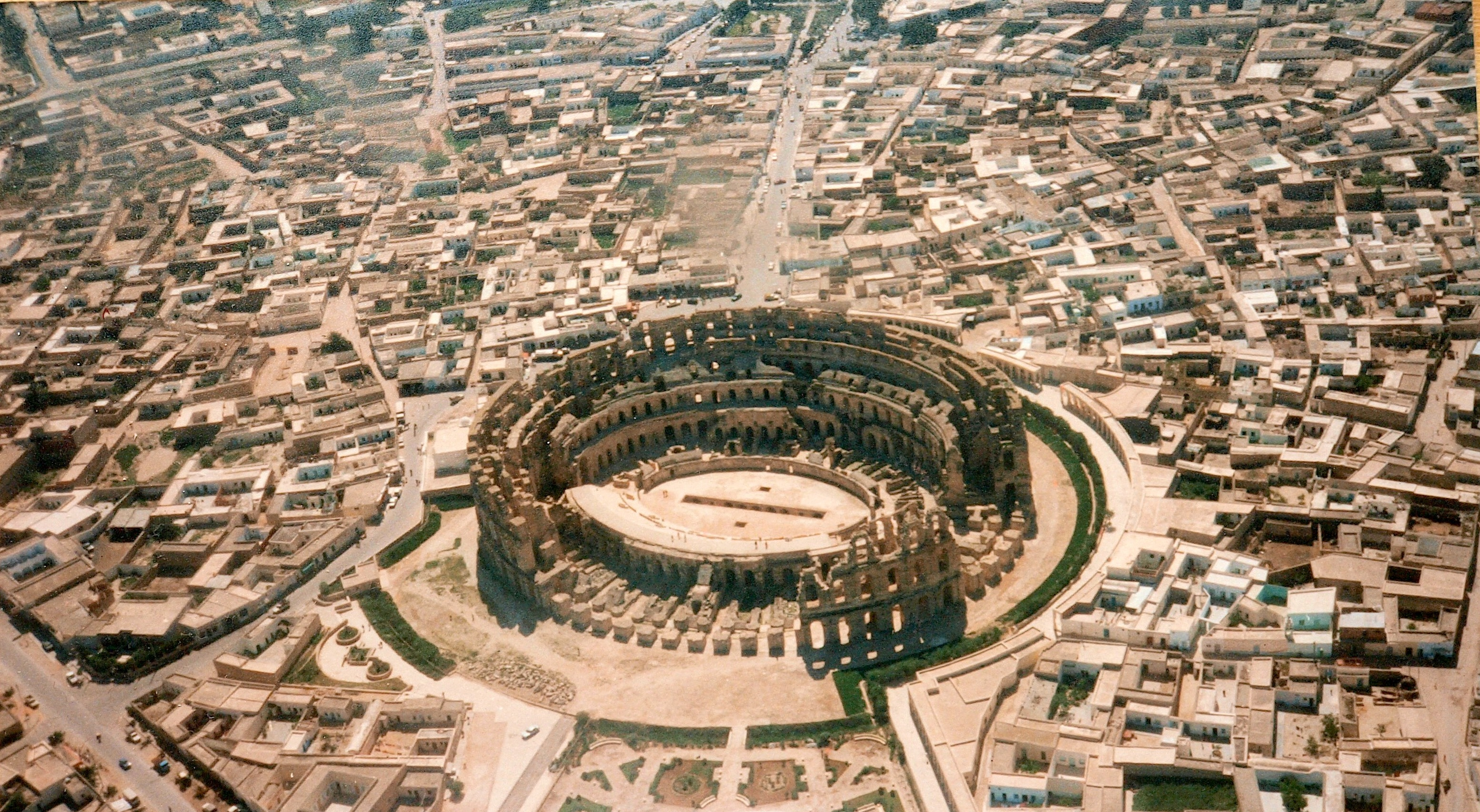
Vista aerea (1986)
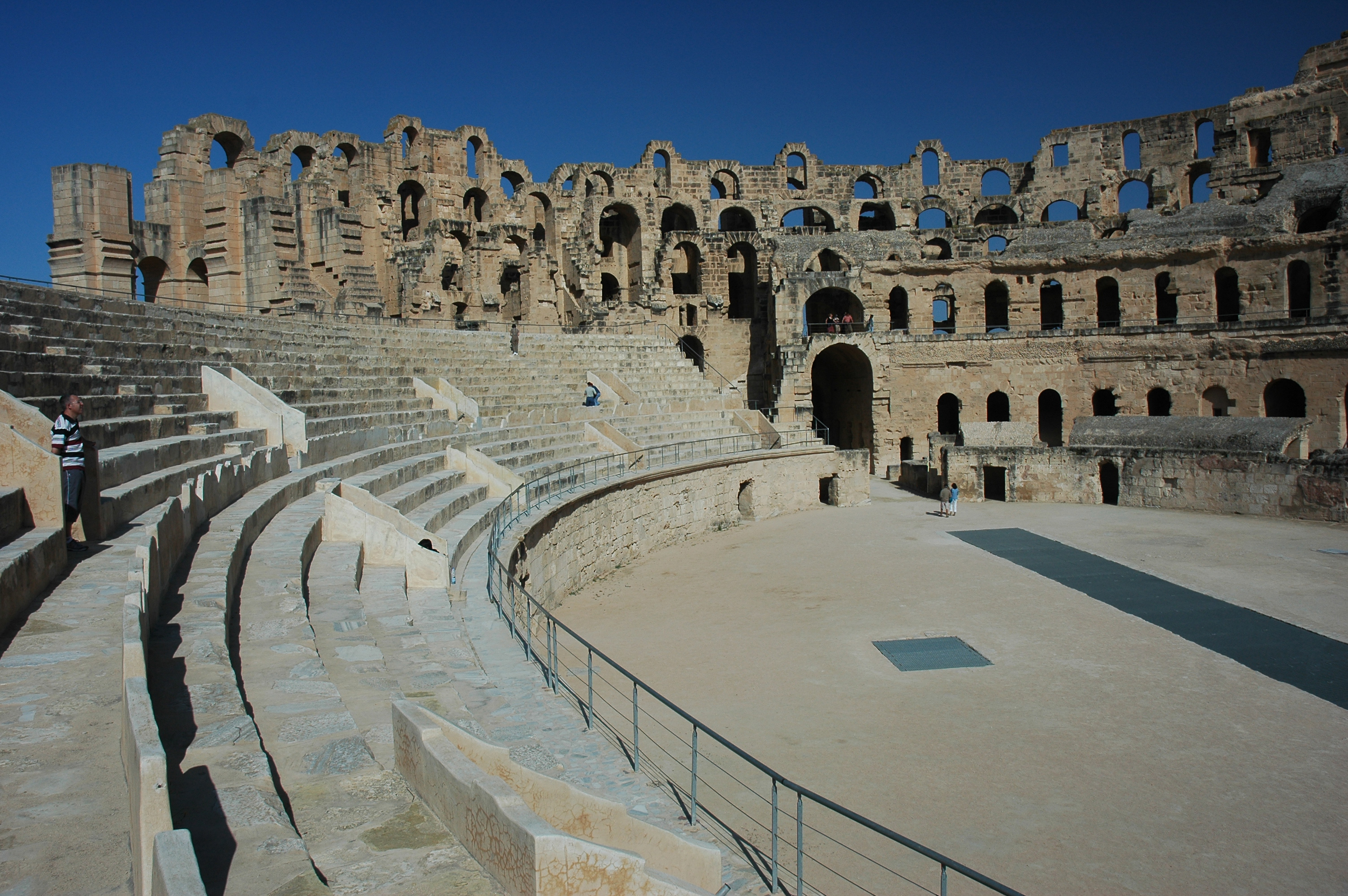
L'interno dell'anfiteatro
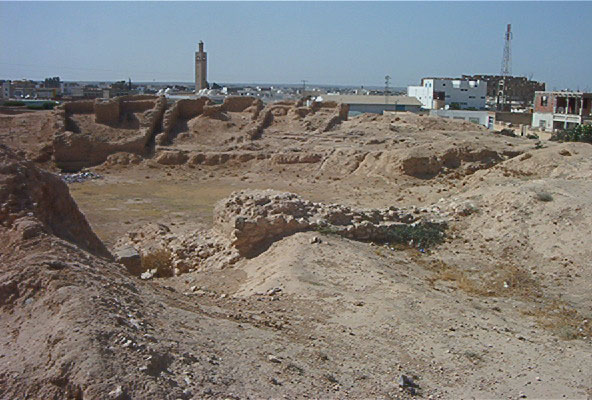
Vista dei primi due anfiteatri.
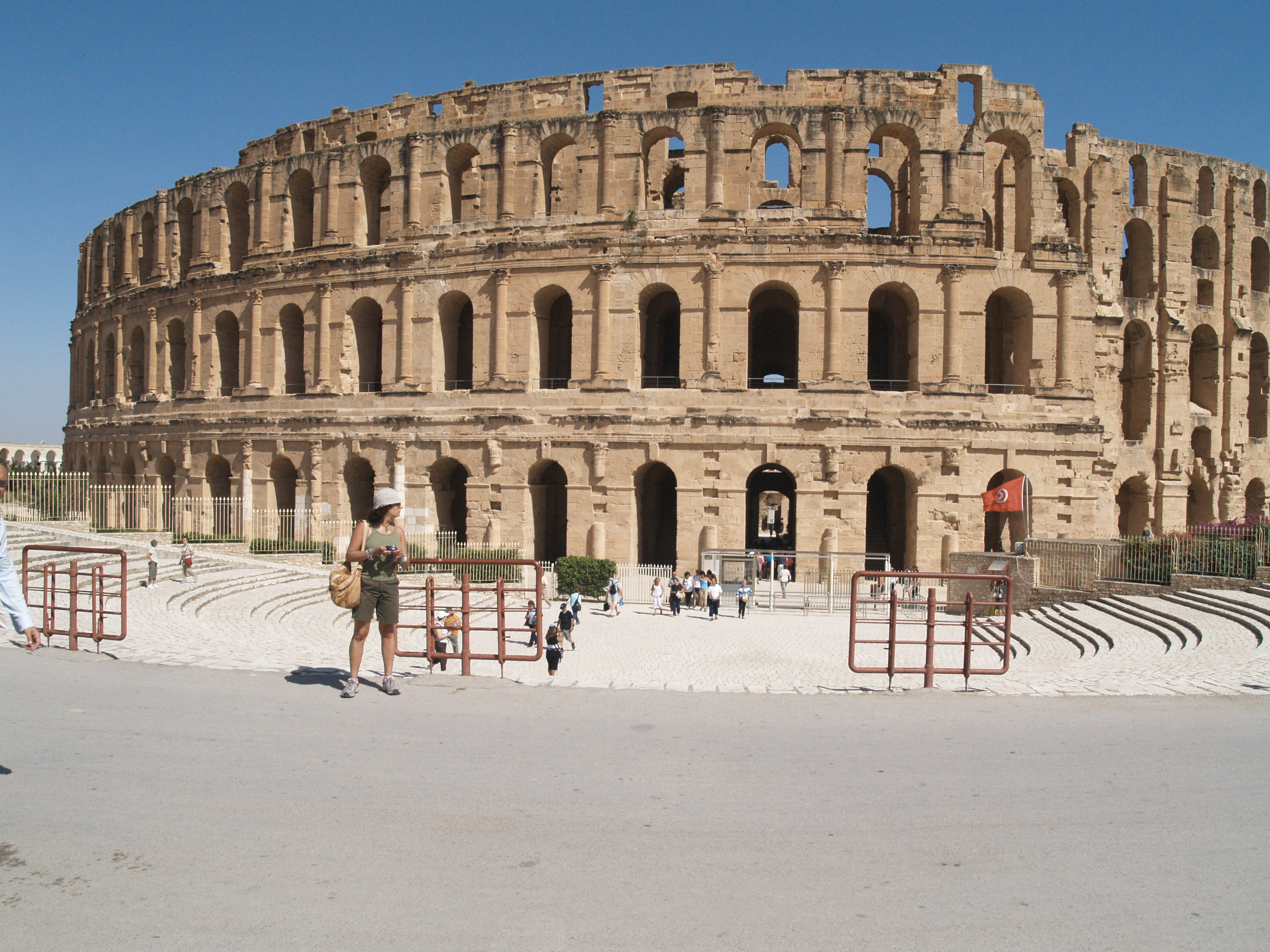
Il Anfiteatro di El Jem